# Duško Marković

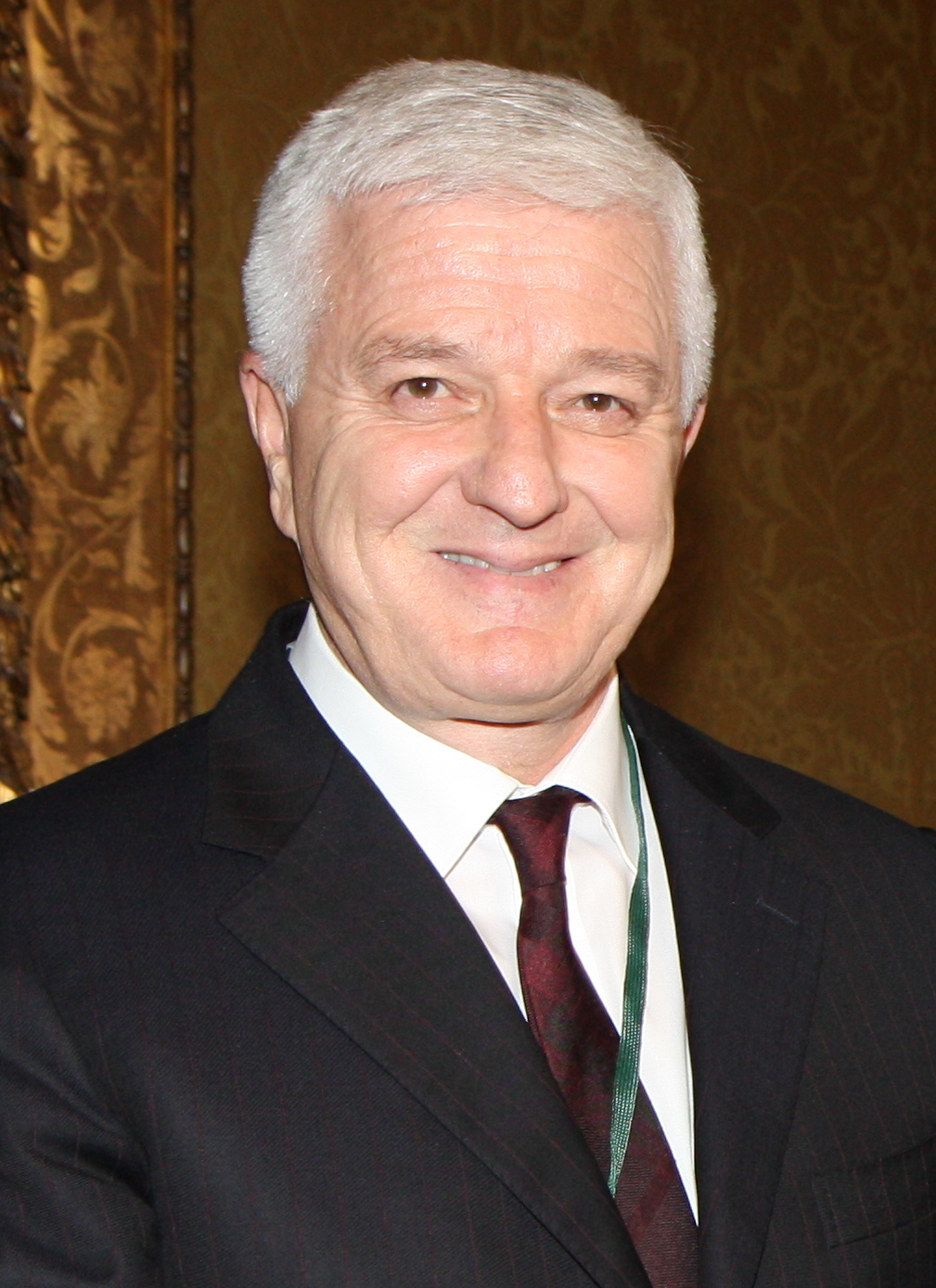
Duško Marković.

Duško Marković (Mojkovac, 6 de julho de 1958) foi primeiro ministro de Montenegro. O político assumiu a posição no ano de 2016 e perdeu as eleições em 2020. Faz parte do Partido Democrático dos Socialistas de Montenegro.